# Simulant de régolithe martien

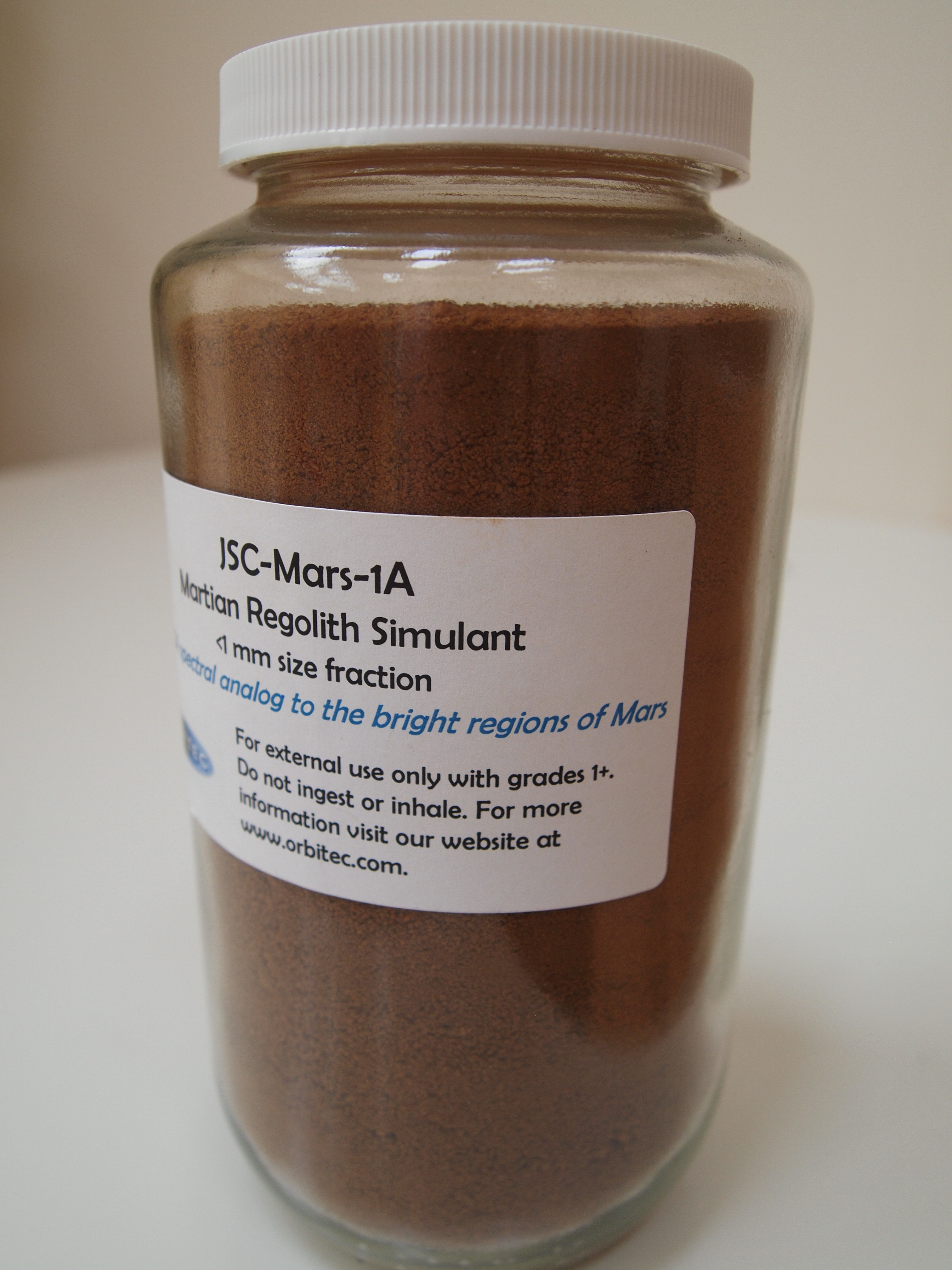
Pot de simulant JSC MARS-1A.

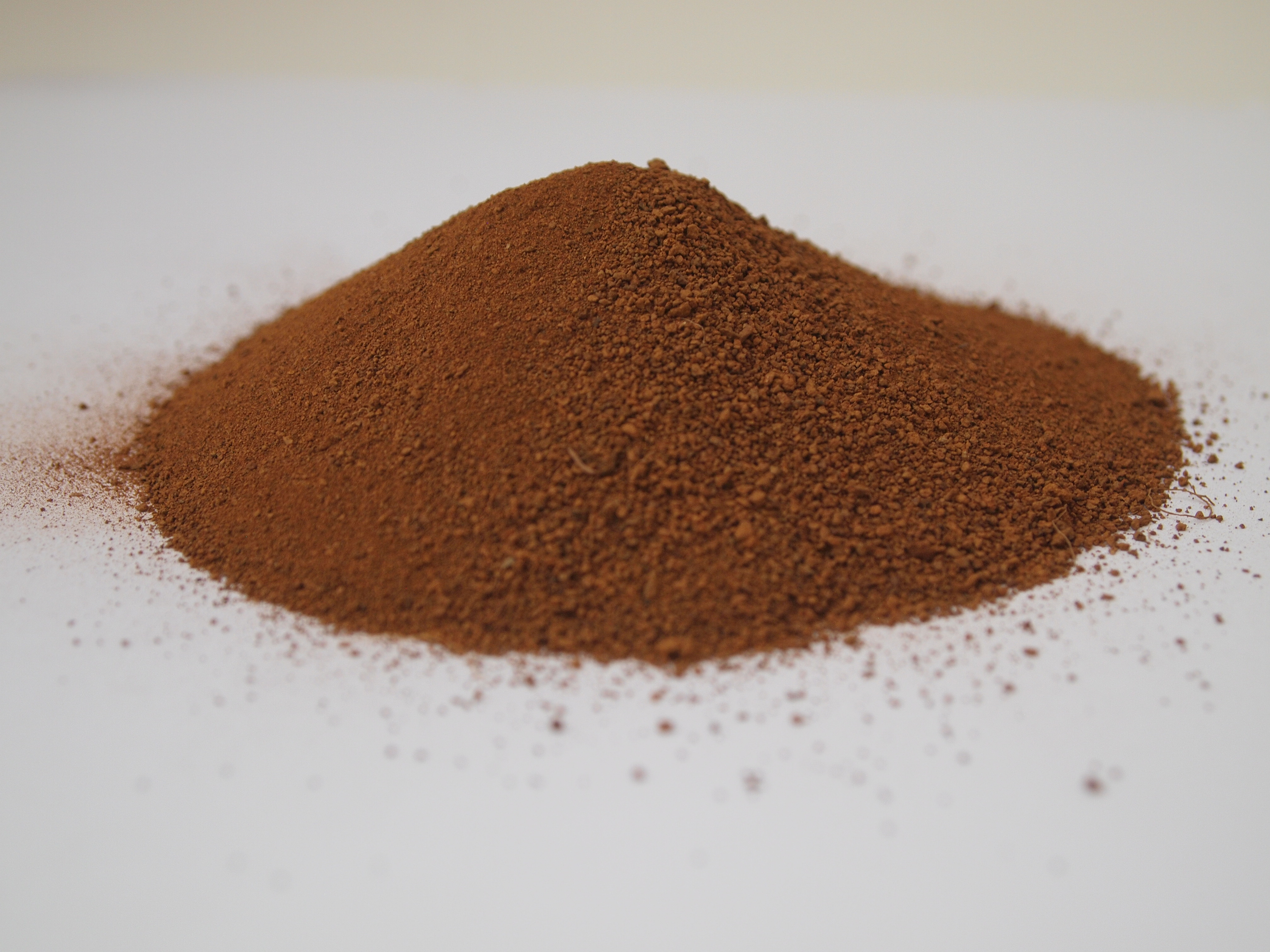
Petit tas de JSC MARS-1A

Un simulant de régolithe martien, ou simulant de sol martien, est un matériau terrestre utilisé pour simuler les propriétés chimiques et mécaniques du sol martien dans le cadre de travaux de recherche, d'expériences scientifiques, ou pour tester l'intérêt d'options technologiques pour de futures missions d'exploration par rapport à l'environnement martien, comme les matériels de transport (astromobiles), les systèmes de support de vie (ECLSS), ou encore les technologies d'utilisation des ressources in situ (ISRU).

## Variétés

### JSC Mars-1
Les instruments embarqués par les sondes Viking et par Mars Pathfinder ont permis de déterminer les propriétés du régolithe martien sur leur site d'atterrissage. Ces résultats ont conduit en 1997 au développement du simulant JSC Mars-1 au Johnson Space Center de la NASA. Il contient du téphra palagonitique dont les particules ont une taille inférieure à 1 millimètre. Ce matériau, qui consiste en de la cendre volcanique vitreuse altérée à basse température, provient du cône volcanique de Pu'u Nene, situé entre le Mauna Loa et le Mauna Kea à Hawaï, dont le téphra présente une forte analogie avec les régions brillantes de Mars. 

### JSC Mars-1A

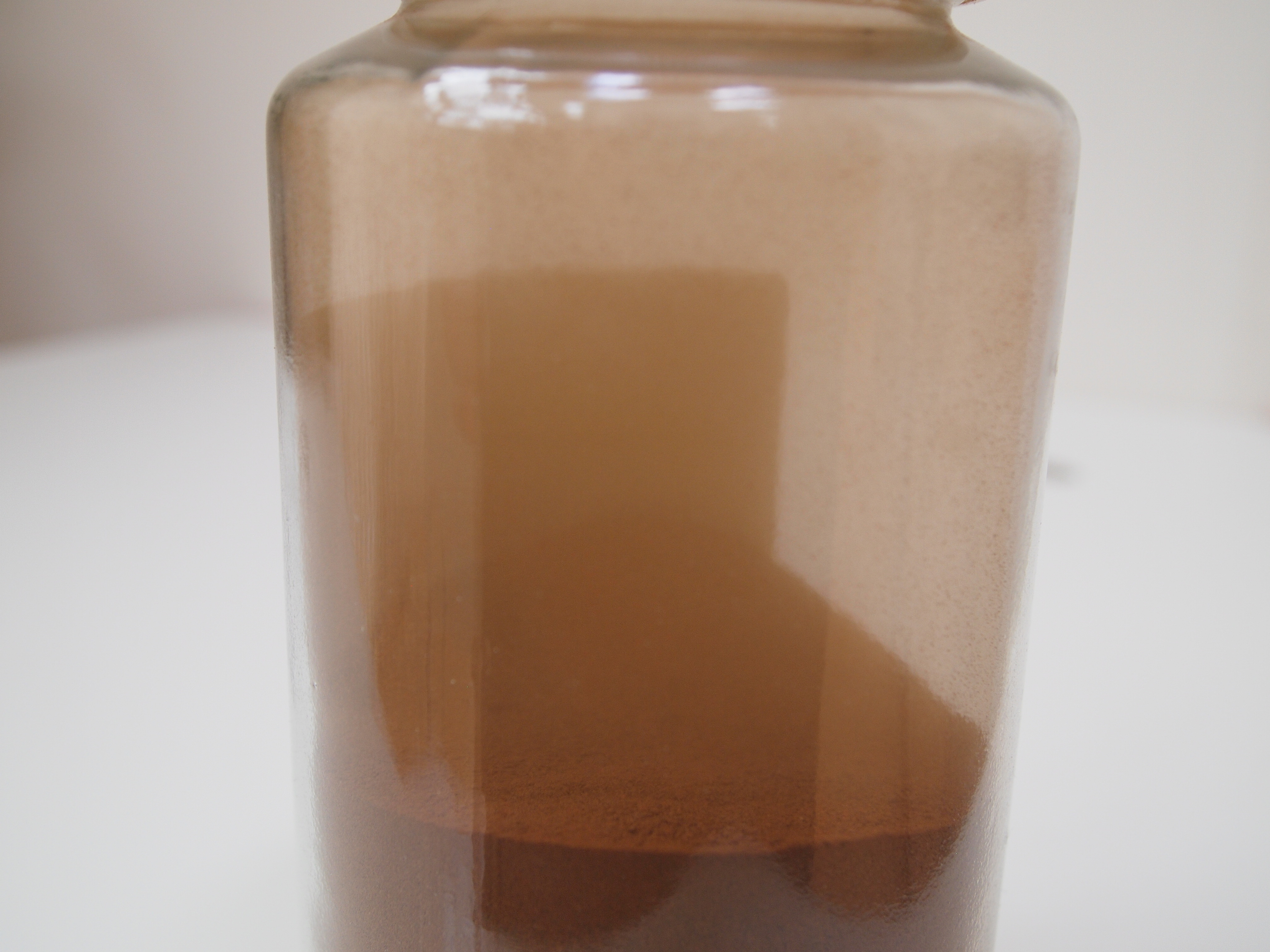
Fine poussière du JSC MARS-1A dans un bocal

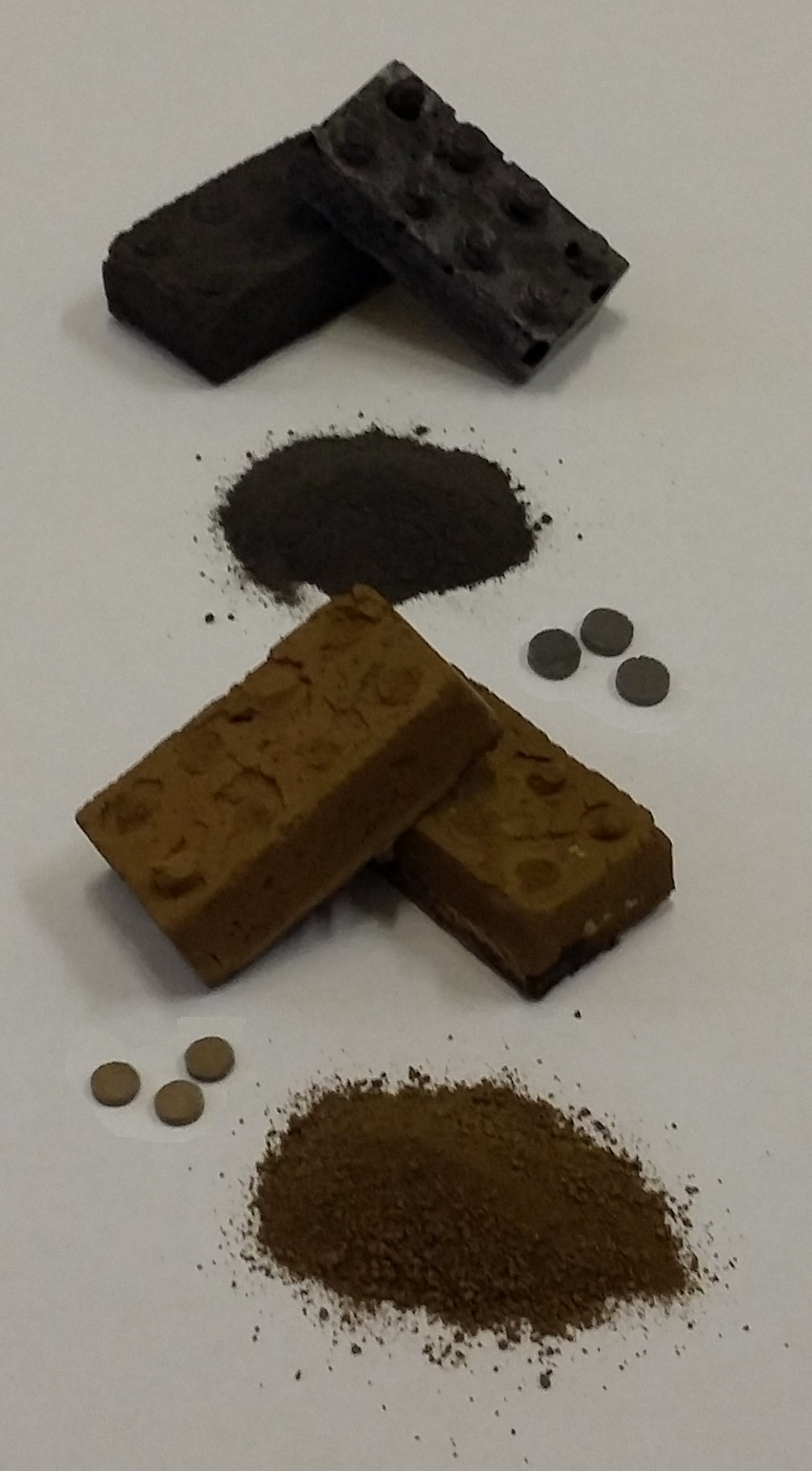
Géopolymères de simulants de régolithes lunaire JSC-1A et martien JSC Mars-1A.

La poursuite du programme d'exploration de Mars et de la Lune au XXIe siècle a conduit en 2005 le Marshall Space Flight Center de la NASA de mandater la société Orbital Technologies Corporation (ORBITEC) de lui fournir des matériaux simulateurs de sol martien JSC Mars-1A et de régolithe lunaire JSC 1A,,. Ces matériaux sont également disponibles sur le marché.
Comme le JSC Mars-1, le JSC Mars-1A est constitué de téphra palagonitique prélevé du cône volcanique du Pu’u Nene à Hawaï, mais contient des particules de deux types : moins de 1 millimètre et moins de 5 millimètres ; aucune de ces particules ne mesure moins de 13 μm. Le matériau n'a subi aucun fraisage ni broyage supplémentaire.

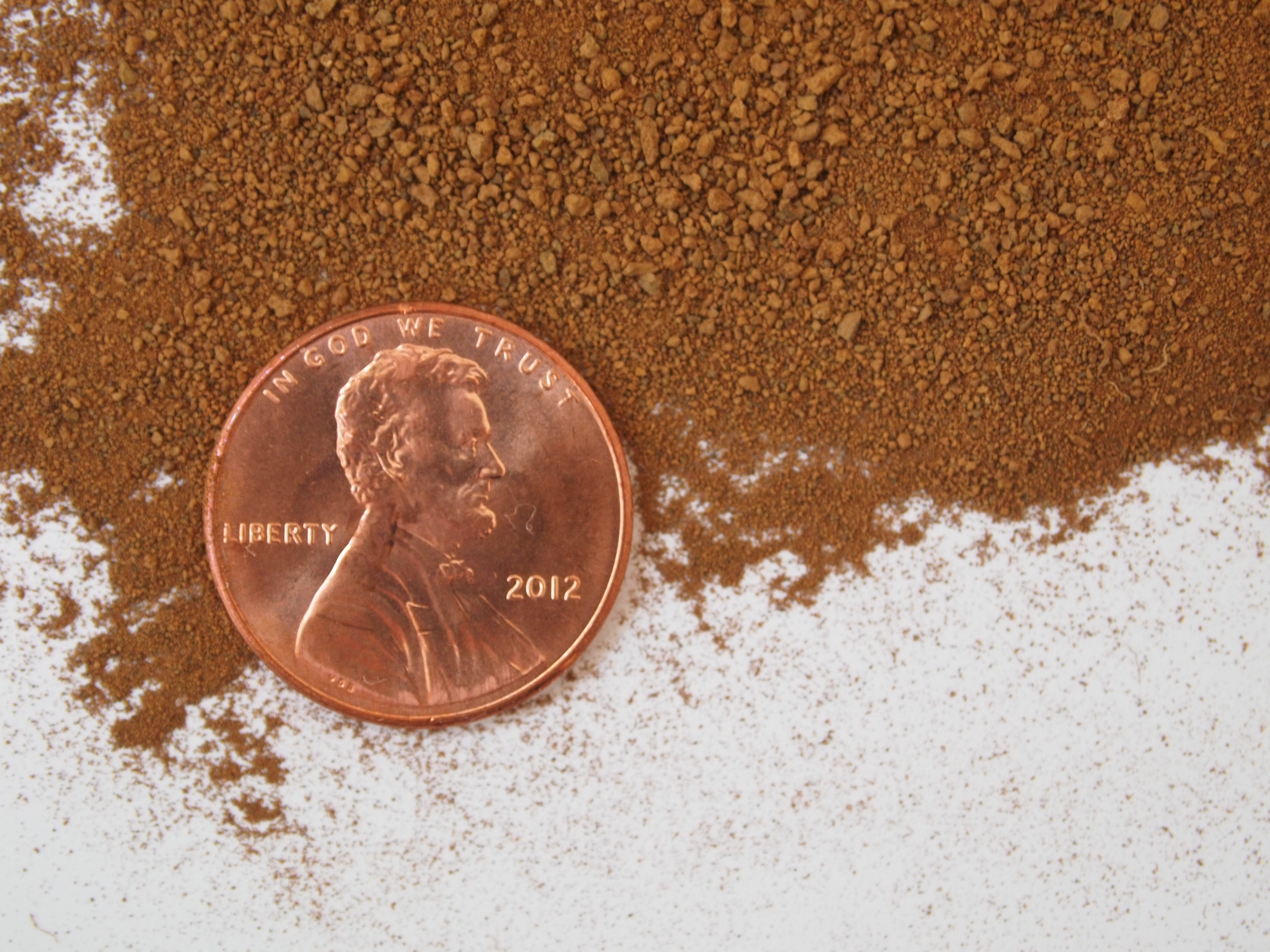
JSC Mars-1 et pièce de 1 cent.
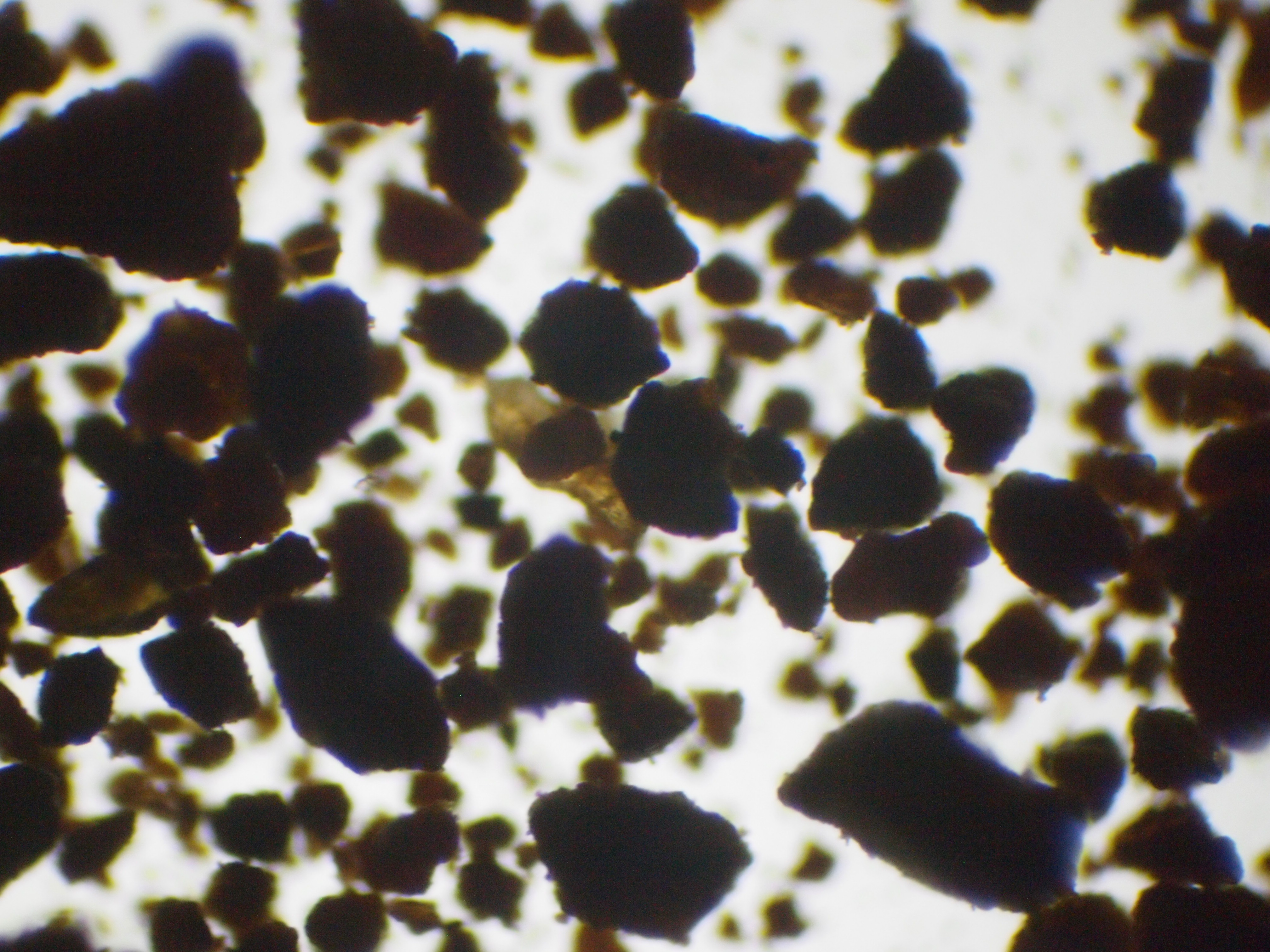
JSC Mars-1A grossi 100 fois.
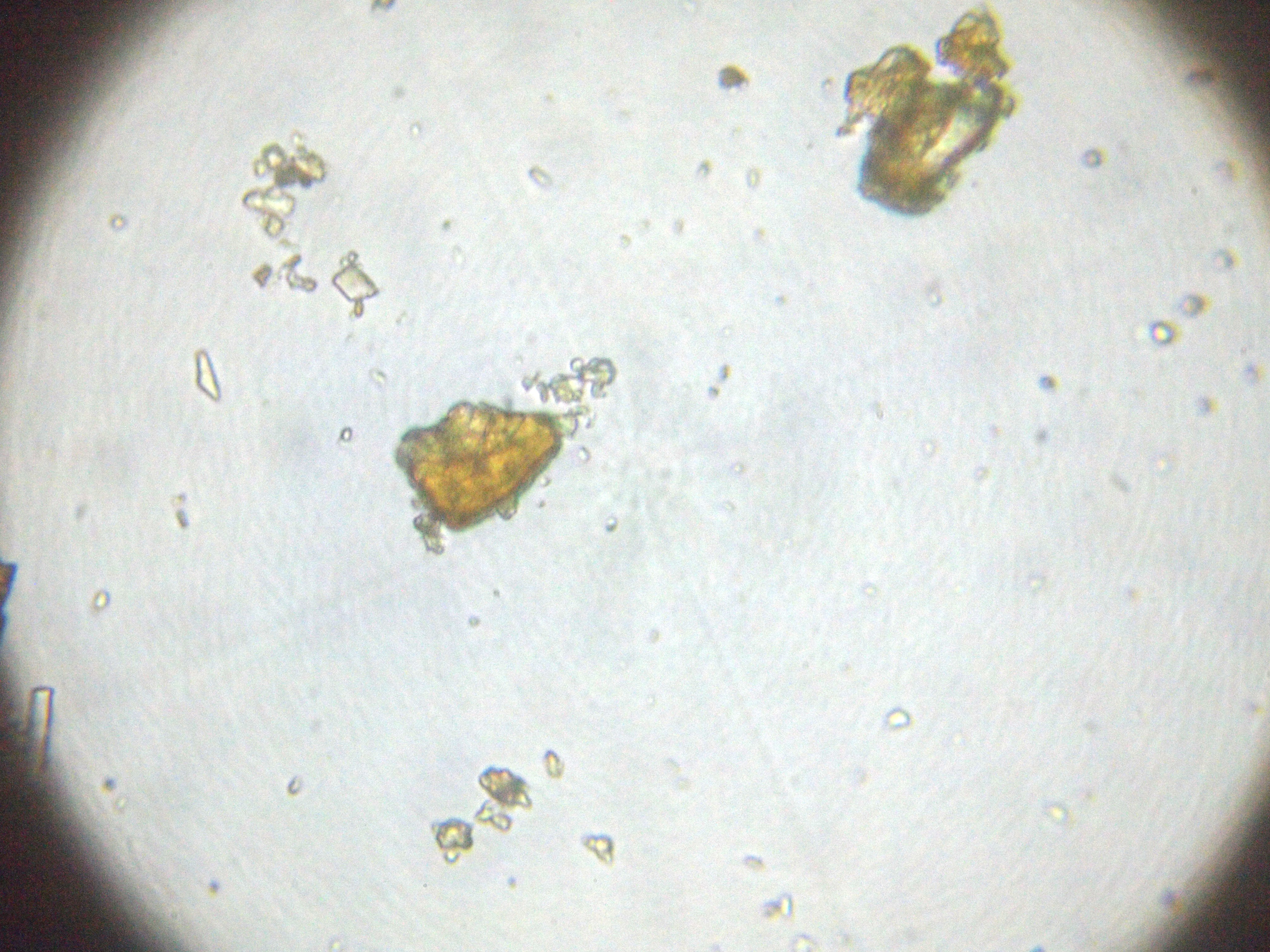
JSC Mars-1A grossi 400 fois.

### MMS
Le MMS, ou Mojave Martian Simulant, a été développé en 2007 pour résoudre certains problèmes du JSC Mars-1. Ce dernier simule bien certaines propriétés du régolithe martien, mais en restitue d'autres de manière imparfaite, notamment ses propriétés hygroscopiques — ce matériau a subi une météorisation qui l'a rendu semblable à de l'argile. Les propriétés hygroscopiques du MMS sont bien plus fidèles à celle sur régolithe martien que celles du JSC Mars-1A, car ce matériau a subi une faible météorisation et a été broyé pour le rendre inerte du point de vue hygroscopique. Ce matériau peut être prélevé sous forme de pierres entières dans une formation volcanique à proximité de la ville de Boron, dans le Désert des Mojaves occidental. Les roches basaltiques sombres peuvent être broyées ou triées sans y laisser de marques de météorisation, puis triées en MMS grossier et MMS fin en fonction de la taille des particules. Le MMS poussière est formé de particules basaltiques plus fines dont la taille correspond à la distribution de la poussière martienne. Le MMS cendre est issu d'une cendre volcanique rouge mélangée au matériau basaltique.

## Risques sanitaires
L'exposition à un simulant de régolithe martien peut présenter certains risques pour la santé en raison de la présence de fines particules minérales. Le JSC Mars-1A présente un léger risque à l'inhalation et au contact avec les yeux, qui peuvent provoquer des irritations des voies respiratoires et des yeux. Il est considéré comme présentant une cytotoxicité dépendante de la dose reçue, de sorte qu'il est recommandé de limiter l'exposition aux particules fines dans le cadre des applications d'ingénierie à grande échelle.